# Diskografija Zucchera
Ovo je cijela diskografija Zuccherovih albuma.
| Godina | Album                                                 | Položaj na ljestvici | Položaj na ljestvici | Položaj na ljestvici | Položaj na ljestvici | Položaj na ljestvici | Položaj na ljestvici | Položaj na ljestvici | Položaj na ljestvici | Položaj na ljestvici | Položaj na ljestvici |
| Godina | Album                                                 | ITA                  | SWI                  | AUT                  | GER                  | FRA                  | NET                  | BEL                  | PT                   | SWE                  | US                   |
| ------ | ----------------------------------------------------- | -------------------- | -------------------- | -------------------- | -------------------- | -------------------- | -------------------- | -------------------- | -------------------- | -------------------- | -------------------- |
| 1983   | Un po' di Zucchero                                    | —                    | —                    | —                    | —                    | —                    | —                    | —                    | —                    | —                    | —                    |
| 1985   | Zucchero & The Randy Jackson Band                     | —                    | —                    | —                    | —                    | —                    | —                    | —                    | —                    | —                    | —                    |
| 1986   | Rispetto                                              | 7                    | —                    | —                    | —                    | —                    | —                    | —                    | —                    | —                    | —                    |
| 1986   | Blue's                                                | 1                    | 18                   | —                    | —                    | —                    | —                    | —                    | —                    | —                    | —                    |
| 1987   | Snack Bar Budapest                                    | —                    | —                    | —                    | —                    | —                    | —                    | —                    | —                    | —                    | —                    |
| 1989   | Oro incenso e birra                                   | 1                    | 1                    | —                    | —                    | —                    | —                    | —                    | —                    | 50                   | —                    |
| 1990   | Zucchero sings his hits in English                    | —                    | —                    | —                    | —                    | —                    | —                    | —                    | —                    | —                    | —                    |
| 1991   | Zucchero                                              | —                    | 7                    | —                    | —                    | —                    | —                    | —                    | —                    | 20                   | —                    |
| 1991   | Live at Kremilin                                      | 6                    | 28                   | —                    | —                    | —                    | —                    | —                    | —                    | —                    | —                    |
| 1992   | Miserere                                              | 1                    | 9                    | 8                    | —                    | —                    | —                    | —                    | —                    | —                    | —                    |
| 1994   | Diamante                                              | —                    | —                    | —                    | —                    | —                    | —                    | —                    | —                    | —                    | —                    |
| 1995   | Spirito DiVino                                        | 1                    | 3                    | —                    | 17                   | 4                    | 29                   | 14                   | —                    | —                    | —                    |
| 1997   | The best of Zucchero Sugar Fornaciari's greatest hits | 1                    | 2                    | 7                    | 10                   | —                    | 15                   | 4                    | —                    | 53                   | —                    |
| 1998   | Bluesugar                                             | 1                    | 14                   | —                    | 72                   | 46                   | —                    | —                    | —                    | —                    | —                    |
| 2001   | Shake                                                 | 1                    | 1                    | 16                   | 25                   | 40                   | 67                   | 22                   | —                    | —                    | —                    |
| 2004   | Zu & Co.                                              | 1                    | 1                    | 1                    | 4                    | 11                   | 14                   | 1                    | 22                   | —                    | 82                   |
| 2006   | Fly                                                   | 1                    | 2                    | 3                    | 23                   | 68                   | 29                   | 40                   | —                    | —                    | —                    |
| 2007   | All The Best (Zucchero)                               | 1                    | 2                    | 6                    | 16                   | —                    | 64                   | 50                   | —                    | —                    | —                    |
| 2008   | Live in Italy (Zucchero)                              | 7                    | 91                   | 31                   | —                    | —                    | —                    | —                    | —                    | —                    | —                    |
| 2010   | Chocabeck                                             | 1                    | —                    | —                    | —                    | —                    | —                    | —                    | —                    | —                    | —                    |